# Wydział Archeologii Uniwersytetu im. Adama Mickiewicza w Poznaniu
Wydział Archeologii Uniwersytetu im. Adama Mickiewicza w Poznaniu (WArch UAM) – jeden z 21 wydziałów Uniwersytetu im. Adama Mickiewicza w Poznaniu, jeden z 6 wydziałów tworzących szkołę dziedzinową Nauk Humanistycznych UAM.

## Historia i badania Wydziału
Wydział Archeologii, początkowo jako instytut, został powołany 30 stycznia 1919 roku a jego pierwszym dyrektorem był współzałożyciel Uniwersytetu, prof. dr hab. Józef Kostrzewski. Po kilkakrotnej zmianie nazwy, 1 grudnia 1982 roku, wprowadzono nazwę Instytut Prahistorii Uniwersytetu im. Adama Mickiewicza. Nazwa ta została zmieniona 3 października 2016 roku i do 1 października 2019 instytut funkcjonował jako Instytut Archeologii Uniwersytetu im. Adama Mickiewicza w Poznaniu. Wydział prowadzi badania w zakresie archeologii pradziejowej i średniowiecznej a od 1999 roku w zakresie archeologii śródziemnomorskiej, (od 2004 roku jako archeologia orientalna i antyczna). Wydział Archeologii wydaje własne czasopismo Folia Praehistorica Posnaniensia oraz kilka tytułów serii wydawniczych.
Wydział początkowo prowadził badania wykopaliskowe na terenie Wielkopolski i Kujaw oraz na Pomorzu Wschodnim. Do najważniejszych prac tego okresu były badaniach grodu kultury łużyckiej w Biskupinie. W latach 60. rozpoczęto badania na Pomorzu Zachodnim i Środkowym.
Do największych odkryć dokonanych przez studentów i pracowników Wydziału należy odkrycie Palatium Mieszka I na poznańskim Ostrowie Tumskim oraz kilka bezcennych artefaktów m.in. bulle - ołowiana pieczęć Bolesława Śmiałego albo Bolesława Krzywoustego z okresu między połową XI wieku, a latami trzydziestymi XII wieku. Innym odkryciem było odkrycie i prowadzenie do dzisiaj badań archeologicznych osady obronnej z wczesnej epoki brązu w Bruszczewie
Obecnie wydział zaangażowany jest w kilkanaście prac badawczych m.in.:
- badania nad środowiskowym uwarunkowaniami najstarszego osadnictwa Europy Środkowej i rozwój kulturowy Niżu Europejskiego w epoce kamienia i wczesnej epoce metali;
- synteza wczesnej epoki brązu;
- studia nad pograniczem biokulturowym Wschodu i Zachodu Europy w pradziejach i starożytności
- archeologia starożytnego Bliskiego Wschodu;
- powiązania kulturowe Wielkopolski z terenami ościennymi w późnym okresie brązu i wczesnym okresie żelaza;
- sztuka społeczności Europy środkowej w epoce żelaza a sztuka Grecji i Italii;
- tereny Barbaricum w okresie wpływów rzymskich i w okresie wędrówek ludów (osadnictwo, gospodarka, budownictwo, groby okazałe i inne cmentarzyska, ceramika);
- obszary prowincjonalno-rzymskie w Europie;
- problem kontynuacji między starożytnością a wczesnym średniowieczem w Polsce;
- architektura i sztuka Polski średniowiecznej;
- historia archeologii;
- studia nad teorią społeczną oraz współczesna refleksja metodologiczna w archeologii[5].

Od 1 października 2019 roku, zarządzeniem Rektora UAM, Instytut funkcjonuje jako Wydział Archeologii Uniwersytetu im. Adama Mickiewicza w Poznaniu.

## Biblioteka
Wydział Archeologii posiada własną bibliotekę tematyczną, w której zbiorach znajduje się około 40 000 woluminów, 380 tytułów czasopism zagranicznych oraz 170 tytułów czasopism polskich.

## Publikacje Wydziału
Wydział Archeologii wydaje publikacje naukowe nakładem Wydawnictwa Naukowego UAM. Publikacje stanowią odzwierciedleniem badań i prac archeologicznych przeprowadzanych przez Instytut w ramach studiów archeologicznych. Do wybranych prac należą m.in.
- Jacek Nowakowski, Andrzej Prinke, Włodzimierz Rączkowski, Biskupin... i co dalej? Zdjęcia lotnicze w polskiej archeologii, Poznań 2005, ISBN 83-916342-2-1
- Maciej Kaczmarek, Zachodniowielkopolskie społeczności kultury łużyckiej w epoce brązu, Wydawnictwo Naukowe UAM, Poznań 2002, ISBN 83-232-1028-4
- Maciej Kaczmarek, Epoka brązu na Nizinie Wielkopolsko-Kujawskiej w świetle interregionalnych kontaktów wymiennych, Wydawnictwo PTPN, Poznań 2012, ISBN 978-83-7654-185-3
- Peter F. Biehl, Alexander Gramsch, Arkadiusz Marciniak (Hg.) Archäologien Europas / Archeologies of Europe Geschichte, Methoden und Theorien / History, Methods and Theories 2001, Tübinger Archäologische Taschenbücher, Bd. 3, br. ISBN 3-8309-1067-3
- Włodzimierz Rączkowski, Archeologia lotnicza - metoda wobec teorii, Wydawnictwo Naukowe UAM, Poznań 2002, ISBN 83-232-1194-9
- Archeologia - Paradygmat - Pamięć, pod redakcją Danuty Minty-Tworzowskiej i Włodzimierza Rączkowskiego, Wydawnictwo Poznańskie, Poznań 2001, ISBN 83-7177-093-6
- Aerial Archaeology - Developing Future Practice, Edited by Robert H. Bewley and Włodzimierz Rączkowski 2001, NATO Science Series, Life and Behavioural Sciences - Vol. 337, ISBN 1-58603-184-8
- Sztuka naskalna Uzbekistanu pod redakcją Aleksandra Kośko, Timura Širinova, Włodzimierza Rączkowskiego, Poznań 1997, ISBN 83-86650-86-9
- Danuta Minta–Tworzowska, Klasyfikacja w Archeologii jako sposób wyrażania wyników badań, hipotez oraz teorii archeologicznych, Adam Mickiewicz University Press, Poznań 1994, ISBN 83-232-0602-3
- Hanna Kóčka-Krenz, Biżuteria północno-zachodnio-słowiańska we wczesnym średniowieczu, Adam Mickiewicz University Press, Poznań 1993, ISBN 83-232-0494-2
- Janusz Czebreszuk, Schyłek neolitu i początki epoki brązu w strefie południowo-zachodniobałtyckiej (III i początki II tys. przed Chr.). Alternatywny model kultury, Wydanie I, Seria Archeologia nr 46, ISBN 83-232-1096-9
- Archeologia i jej źródła - materiały faunistyczne w praktyce badawczej archeologii, Wydawnictwo Naukowe PWN Warszawa-Poznań 1996, ISBN 83-01-12215-3
- Ewa Bugaj, Motywy figuralne na ceramice germańskiego kręgu kulturowego, Seria: Archeologia nr 45, ISSN 0554-8195, ISBN 83-232-0892-1
- Archeologia wielkopolska. Osiągnięcia i problemy ochrony zabytków, Poznań 1998, s. 103, ISBN 83-86650-62-1
- Przemysław Makarowicz, Rola społeczności kultury iwieńskiej w genezie trzcinieckiego kręgu kulturowego (2000-1600 BC), Poznań 1998, ISBN 83-86650-07-9

## Osoby związane z Wydziałem
- Walenty Szwajcer
- prof. Józef Kostrzewski
- dr Zdzisław Rajewski
- Wojciech Kóčka
- Franciszek Maciejewski

## Władze Wydziału
W kadencji 2024–2028:
| Stanowisko                               | Imię i nazwisko                   |
| ---------------------------------------- | --------------------------------- |
| Dziekan                                  | prof. dr hab. Andrzej Michałowski |
| Prodziekan ds. studenckich i kształcenia | dr hab. Marcin Ignaczak           |
| Prodziekan ds. naukowych                 | dr hab. Iwona Sobkowiak-Tabaka    |

## Struktura organizacyjna
Wydział dzielił się na 5 zakładów oraz jedną pracownię. Od 1 stycznia 2020, Wydział nie posiada wewnętrznej struktury organizacyjnej i nie jest podzielony na zakłady. Prowadzi działalność naukowo-dydaktyczną z zakresu prahistorii. Instytut Archeologii organizuje studia archeologiczne. Siedzibą instytutu od 1990 do 2015 roku był gmach Collegium Historicum (obecnie Collegium Martineum) przy ul. Święty Marcin 78. Obecna siedziba znajduje się w gmachu Collegium Historicum przy ul. Uniwersytetu Poznańskiego 7.
Samodzielni pracownicy naukowi:
- prof. dr hab. Janusz Czebreszuk
- prof. dr hab. Maciej Kaczmarek
- prof. dr hab. Rafał Koliński
- prof. dr hab. Przemysław Makarowicz
- prof. dr hab. Arkadiusz Marciniak
- prof. dr hab. Andrzej Michałowski
- prof. dr hab. Danuta Minta-Tworzowska
- prof. dr hab. Włodzimierz Rączkowski
- prof. dr hab. Andrzej Rozwadowski
- prof. dr hab. Marzena Szmyt
- dr hab. Ewa Bugaj
- dr hab. Piotr Chachlikowski
- dr hab. Marcin Danielewski
- dr hab. Marcin Ignaczak
- dr hab. Jakub Niebieszczański
- dr hab. Michał Pawleta
- dr hab. Artur Różański
- dr hab. Iwona Sobkowiak-Tabaka
- dr hab. Jacek Wierzbicki